# Kepler-31
 (juin 2025).
Désignations
Kepler-31 est une étoile située dans la constellation du Cygne, à environ 1 664,64 parsecs de la Terre.

## Caractéristiques physiques
Sa température effective est d'environ 6340 K.
Sa masse est estimée à 1,21 fois celle du Soleil.
Son rayon est d'environ 1,22 fois celui du Soleil.
Sa luminosité est d'environ 2, fois celle du Soleil.

## Observation
Ses coordonnées célestes sont : ascension droite 19h 36m 05,53s, déclinaison +45° 51′ 10,99″.

## Système planétaire
| Planète     | Masse   | Demi-grand axe (ua) | Période orbitale (jours) | Excentricité | Inclinaison | Rayon   |
| ----------- | ------- | ------------------- | ------------------------ | ------------ | ----------- | ------- |
| Kepler-31 b | 0,12 MJ | 0,16                | 20,86                    | 0,000        | 89,88°      | 0,49 RJ |
| Kepler-31 c | 4,70 MJ | 0,26                | 42,63                    | 0,000        | 89,85°      | 0,47 RJ |
| Kepler-31 d | 6,80 MJ | 0,40                | 87,65                    | 0,000        | 89,89°      | 0,35 RJ |